# Franck Lavaud
Franck Lavaud (Jérémie, 16 de febrero de 1903- París, 27 de febrero de 1988) fue un general y político haitiano que fue jefe de Estado "en funciones" durante dos períodos: desde el 11 de enero de 1946 hasta el 16 de agosto de 1946 y desde el 10 de mayo de 1950 hasta el 6 de diciembre de 1950. Ambas veces lideró una junta militar integrada además por Paul Eugène Magloire y Antoine Levelt.

## Biografía
Lavaud, que se graduó de la Academia Militar, fue ascendido a teniente en 1929. En 1944 fue ascendido a coronel por el presidente Elie Lescot y nombrado jefe del Estado Mayor de la Guardia, es decir, comandante del Ejército haitiano.
Como tal, se convirtió en el oficial de más alto rango después del derrocamiento del presidente Lescot el 11 de enero de 1946, y asumió como presidente del Consejo Ejecutivo Militar. Junto a él, los miembros del consejo ejecutivo incluían a los dos coroneles Antoine Levelt y Paul Eugène Magloire. Lavaud ocupó el cargo hasta el 16 de agosto de 1946 y luego le entregó el poder a Dumarsais Estimé.
Después de la caída de Estimé el 10 de mayo de 1950, volvió a asumir en su calidad de comandante en jefe de las fuerzas armadas la presidencia de la junta de gobierno. Después de las  elecciones presidenciales de octubre de 1950, entregó oficialmente la Presidencia el 6 de diciembre de 1950 al ganador de la elección Paul Eugène Magloire. Catorce días después fue dado de baja del ejército.
En mayo de 1951 fue enviado como diplomático por un corto tiempo a Francia, donde luego se estableció y murió en 1986.